# John Moses (labdarúgó)
John Moses (1975. május 6. –) libériai válogatott labdarúgó, edző.

## Sikerei, díjai
- Budapest Honvéd FC:
  - Magyar kupa: 1995-96